# بندر آزاد ولادیوستوک
بندر آزاد ولادی‌وستوک (روسی: Свободный Порт Владивосток، СПВ) یک رژیم سرمایه‌گذاری ویژه در خاور دور روسیه است. از زمان تأسیس آن در سال ۲۰۱۵، دولت اطمینان داده است که این بندر آزاد یک منطقه اقتصادی متمایز ایجاد می‌کند، سرمایه‌گذاری‌های خارجی را جذب می‌کند، انتقال فناوری را تسهیل می‌کند و تخصص بین‌المللی را پرورش می‌دهد، در حالی که کارآفرینی مردمی را ترویج می‌دهد.

## رژیم سرمایه‌گذاری ویژه

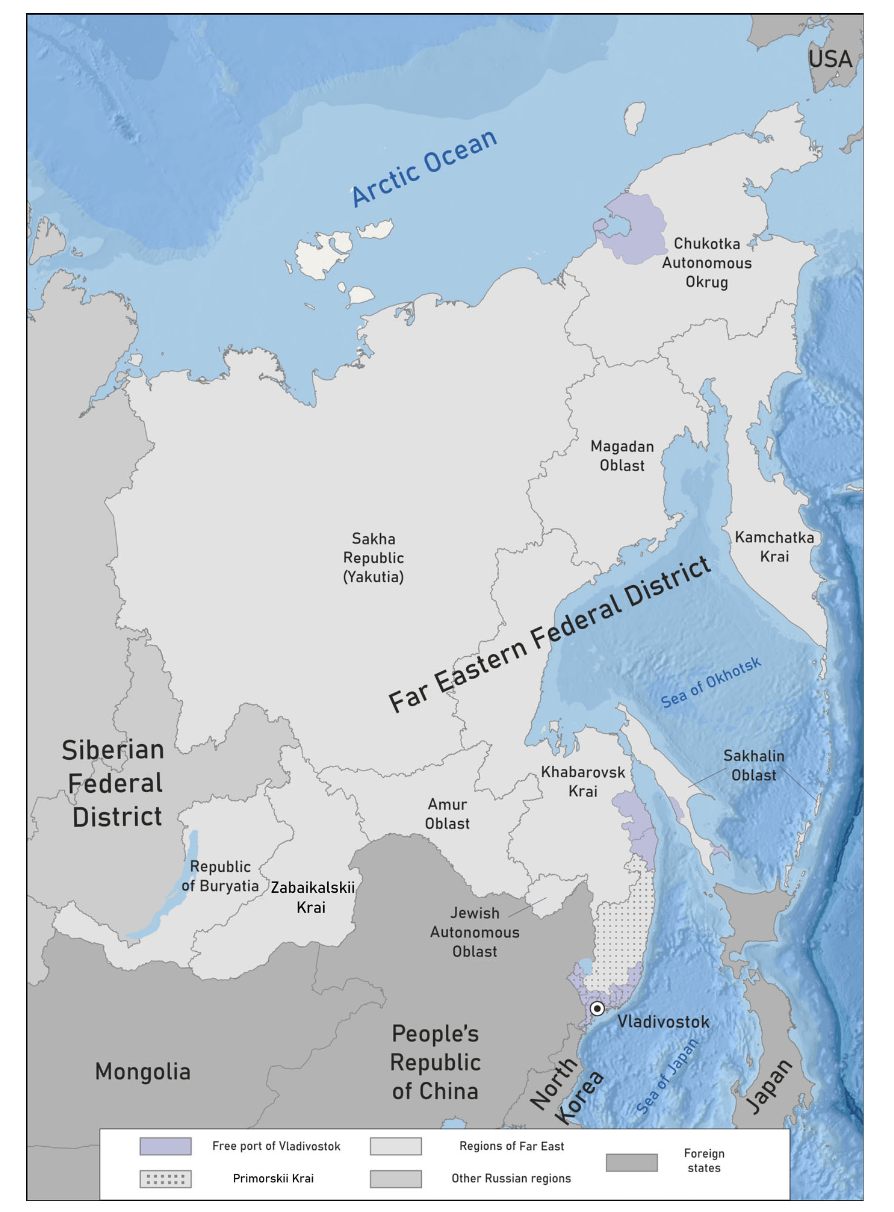
نقشه ناحیه فدرال خاور دور و سرزمین‌های بندر آزاد ولادی‌وستوک (سپتامبر ۲۰۲۰)

قانون فدرال شماره ۲۱۲-اف ز «در بندر آزاد ولادی‌وستوک» چهار هدف مرتبط با هم را تشریح می‌کند:
- ایجاد یک نظام اداری منطقه‌ای جدید؛
- ایجاد صنایع جدید با استفاده از فناوری‌های نوآورانه؛
- تغییر جهت تخصص منطقه به سمت صادرات محصولات تولیدی؛
- و توسعه تجارت با کشورهای منطقه آسیا و اقیانوسیه.[۱]

کارآفرینان یا سازمان‌های تجاری می‌توانند در صورت احراز چهار معیار زیر، به عنوان «ساکنان» بندر آزاد واجد شرایط باشند:
- آنها باید به‌طور قانونی در قلمرو بندر آزاد ثبت شده باشند؛
- آنها باید یک پروژه سرمایه‌گذاری جدید یا فعالیت تجاری پیشنهاد دهند.
- آنها باید قصد داشته باشند ظرف سه سال از اخذ اقامت، حداقل ۵٬۰۰۰٬۰۰۰ راند سرمایه‌گذاری کنند.
- ساکنان نباید در استخراج نفت و گاز طبیعی، صنایع خدماتی خاص (به جز گردشگری و خدمات اجاره) یا تولید کالاهای مشمول مالیات غیر مستقیم (به استثنای خودرو و روغن موتور) فعالیت کنند.

به ساکنان وعده مزایای مالیاتی، سیستم ویزای انعطاف‌پذیرتر، محافظت در برابر ممیزی‌های وقت‌گیر و امکان استفاده از رویه‌های گمرکی خاص منطقه آزاد اقتصادی داده شده است. وزارت توسعه خاور دور روسیه وظیفه دارد از طریق آژانس‌های ترویج تجارت و سرمایه‌گذاری، پشتیبانی اداری را برای ساکنان فراهم کند.
همان‌طور که از نام این رژیم ویژه پیداست، هدف اصلی آن ولادی وستوک، پایتخت سرزمین پریمورسکی و از دسامبر ۲۰۱۸، مرکز اداری ناحیه فدرال خاور دور بود. با این حال، بعدها قلمرو بندر آزاد گسترش یافت تا سایر نقاط خاور دور، از جمله شهرداری‌های سرزمین خاباروبسک و منطقه خودمختار چوکوتکا را نیز پوشش دهد.

## میراث تاریخی

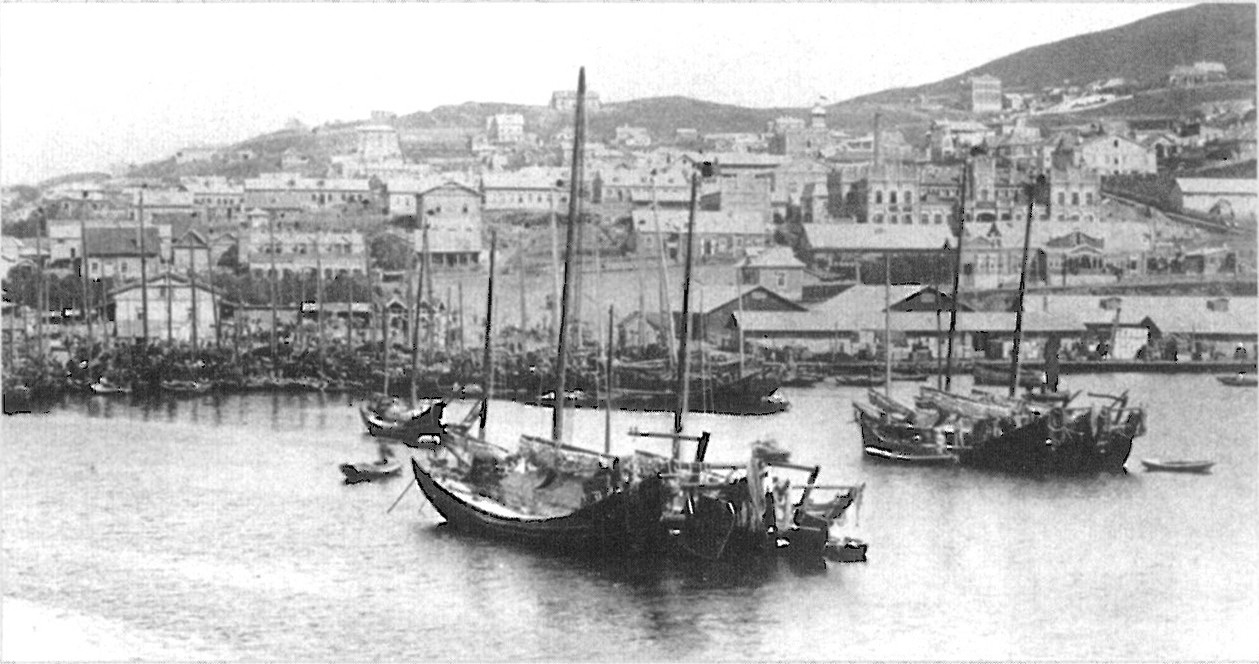
بندر ولادی‌وستوک در آغاز قرن بیستم

میراث تاریخی غنی ولادی‌وستوک نقش مهمی در ترویج رژیم بندر آزاد ایفا می‌کند.
در قرن نوزدهم، معرفی تجارت بدون عوارض گمرکی در امتداد سواحل دریای اوخوتسک و دریای ژاپن، توسعه خاور دور روسیه را به‌طور قابل توجهی افزایش داد. رژیم تجارت آزاد در سال ۱۸۲۸ در کامچاتکا آغاز شد، در اواسط دهه ۱۸۵۰ به منطقه آمور گسترش یافت و تا سال ۱۸۶۰، کل قلمرو پریمورسکی کرای امروزی، از جمله ولادی وستوک را دربر گرفت. ولادی وستوک در همان سال به عنوان یک قلعه نظامی تأسیس شد. ولادی وستوک تا سال ۱۹۰۹ از وضعیت ویژه برخوردار بود. در سال ۱۹۰۲، سرگئی ویت، دولتمرد تزاری، از خاور دور روسیه به عنوان «پادشاهی تجارت آزاد» یاد کرد. در این مدت، «ایده‌هایی در مورد تجارت آزاد، مرکز تخیل سیاسی» را در خاور دور روسیه اشغال کرده بود.
با تکیه بر این میراث‌ها، روایت‌های رسمی تأکید می‌کنند که بندر آزاد یک مفهوم جدید نیست، بلکه احیای نقش ژئوپلیتیکی تاریخی منطقه است. طبق ماده ۱ قانون فدرال شماره 212-FZ، مأموریت بندر آزاد، بازپس‌گیری جایگاه تاریخی ولادی‌وستوک و خاور دور روسیه به عنوان «دروازه دریای شرقی» روسیه و تقویت ادغام در اقتصاد آسیا و اقیانوسیه است. به همین ترتیب، گزارش‌های رسانه‌ای، تفسیرهای کارشناسان، تحلیل‌های دانشگاهی، و ارائه‌های آژانس‌های ترویج سرمایه‌گذاری، از اصطلاح «پورتو فرانکو» برای توصیف رژیم بندر آزاد استفاده می‌کنند و به این معنی است که این امر تجارت آزاد را احیا کرده و اقتصاد منطقه‌ای را باز خواهد کرد.
با این حال، استفاده از اصطلاح «پورتو فرانکو» و تشابهات تاریخی آن با رژیم‌های تجارت بدون عوارض قرن نوزدهم می‌تواند گمراه‌کننده باشد. در حالی که سیاست‌گذاران فدرال در ابتدا بر ترویج تجارت بین‌المللی به عنوان هدف اصلی بندر آزاد تأکید داشتند، تا سال ۲۰۲۰، پنج سال بعد، مشخص شد که قصد آنها تبدیل ولادی‌وستوک - یا هر بخشی از خاور دور روسیه - به یک منطقه تجارت آزاد نبوده است. نکته مهم این است که به‌طور فزاینده‌ای آشکار می‌شود که بندر آزاد با محاسبات اعلام شده بازار همسو نیست و در موقعیتی نیست که به یک استثنای نئولیبرال در هنجارهای سیاسی و اقتصادی غالب در روسیه تبدیل شود.

## انتقادات
به گفته ولادیسلاو اینوزمتسف، اقتصاددان و جامعه‌شناس روسی، خاور دور روسیه به اندازه کافی ثروتمند نیست که نقطه ورود جالبی برای سرمایه‌گذاران در روسیه باشد؛ وجود پایگاه ناوگان نظامی در ولادی وستوک می‌تواند مشکل‌ساز باشد؛ علاوه بر این، ولادی وستوک خیلی نزدیک به مرز چین و به ویژه دالیان، که آن هم یک بندر آزاد است، قرار دارد. از سوی دیگر، او سرزنش می‌کند که قانون امکان بررسی و لغو وضعیت بندر آزاد را در هر زمان فراهم می‌کند، به این معنی که ثبات برای سرمایه‌گذاران تضمین نمی‌شود.
منتقدان معتقدند که تأثیر بندر آزاد بر تنوع اقتصادی ممکن است محدود باشد. آنها همچنین اشاره می‌کنند که بندر آزاد در جذب سرمایه‌گذاری مستقیم خارجی قابل توجه شکست خورده است. برخی از منتقدان معتقدند که تعداد نسبتاً کم پروژه‌ها از چین، ژاپن و کره جنوبی نشان می‌دهد که این منطقه فاقد زیرساخت‌های کافی برای پشتیبانی از هجوم سرمایه‌گذاری‌ها از منطقه آسیا و اقیانوسیه است.
برخی از مشاغل با چالش‌های بوروکراتیک و کاغذبازی‌های اداری مواجه شده‌اند که مانع سهولت انجام کسب‌وکار می‌شود. علیرغم ساده‌سازی رویه‌ها، هنوز هم ممکن است موانع بوروکراتیک وجود داشته باشد که مانع از عملکرد کارآمد شرکت‌ها در بندر آزاد می‌شود.